# Eden Sharav
Eden Sharav (in ebraico עדן שרב‎?; Mishmar Ayalon, 30 aprile 1992) è un giocatore di snooker scozzese naturalizzato israeliano.

## Biografia
Eden Sharav è nato in Israele, da madre scozzese e padre israeliano. All'età di tre anni si è trasferito ad Alloa, in Scozia, e ha iniziato a giocare a biliardo quando ne aveva 12. Fino al 2018 ha rappresentato la Scozia, scegliendo in seguito l'Israele.

## Carriera
Nella stagione 2014-2015, Eden Sharav fa le sue prime apparizioni nel Main Tour, uscendo sempre al primo turno. Nel 2015 riesce a vincere il primo evento della Q School, ottenendo un posto tra i professionisti per le stagioni 2015-2016 e 2016-2017. La prima si rivela una pessima annata, con soli due tornei disputati (lo UK Championship e il Welsh Open), dove tra l'altro non erano previste le qualificazioni. In quella seguente, invece, Sharav porta a casa vari incontri, prendendo inoltre parte a molti degli eventi più importanti; il suo piazzamento più alto è un terzo turno, conquistato allo Shoot-Out, oltre che un quarto di finale all'Haining Open, torneo che però non viene del tutto riconosciuto dal World Snooker Tour. Nella stagione 2017-2018 riesce a superare il primo turno solo allo Scottish Open, dove batte Mark Davis per 4-3, ma si fa eliminare da Michael Holt, con lo stesso punteggio. Nella prima parte del 2018-2019 Sharav raggiunge il secondo turno al Paul Hunter Classic e all'International Championship (in quest'ultimo torneo, batte il campione del mondo 2015 Stuart Bingham). All'English Open avanza fino al quarto turno, sconfitto solo dal vincitore in carica Ronnie O'Sullivan, per 4-1. Sharav compie un grande cammino anche al Northern Ireland Open, in cui elimina Li Yuan 4-3, Michael White e Joe Swail 4-2, Ali Carter 4-3, Peter Ebdon 5-4, prima di perdere per 6-3 contro il futuro vincitore del titolo Judd Trump, in semifinale. Nella stagione 2019-2020 vince due soli match, i primi due turni dello UK Championship, in cui batte, a sorpresa, la testa di serie numero 8 Shaun Murphy, con il punteggio di 6-4, e Daniel Wells 6-2, venendo poi sconfitto da Liang Wenbó per 6-4.

## Ranking
| Stagione  | Ranking iniziale | Ranking finale |
| --------- | ---------------- | -------------- |
| 2015-2016 | Non classificato | 114            |
| 2016-2017 | 87               | 83             |
| 2017-2018 | Non classificato | 110            |
| 2018-2019 | 85               | 67             |
| 2019-2020 | Non classificato |                |